# Halichondria suberosa
Halichondria suberosa är en svampdjursart som först beskrevs av Eugen Johann Christoph Esper 1794.  Halichondria suberosa ingår i släktet Halichondria och familjen Halichondriidae. Inga underarter finns listade i Catalogue of Life.